# كالبة (ميلده)
كالبة (بالألمانية: Kalbe) هي بلدة ألمانية تقع في ألمانيا في ساكسونيا أنهالت.  يقدر عدد سكانها بـ 7,309 نسمة.